# Сердаб
Сердаб (араб. سرداب‎ DMG Sirdāb - «подвал»; егип. pr-tw.t — «дом статуи») — помещение в древнеегипетской гробнице, где размещались статуи усопшего, часть многих частных гробниц III — VI династий.
Как и ложная дверь, сердаб, по мнению древних египтян, помогал загробной жизни покойного. Здесь располагалась его статуя и порою ложная дверь. Обычно сердаб соседствовал с часовней, и порой в разделяющей стене проделывались отверстия для глаз, чтобы Ка усопшего мог наблюдать за тем, как ему совершают подношения.
Сердаб, однако, не был основой гробницы и встречается лишь в усыпальницах знати и членов царской семьи (не фараонов), что, очевидно, выражает особое социальное положение.

## Появление

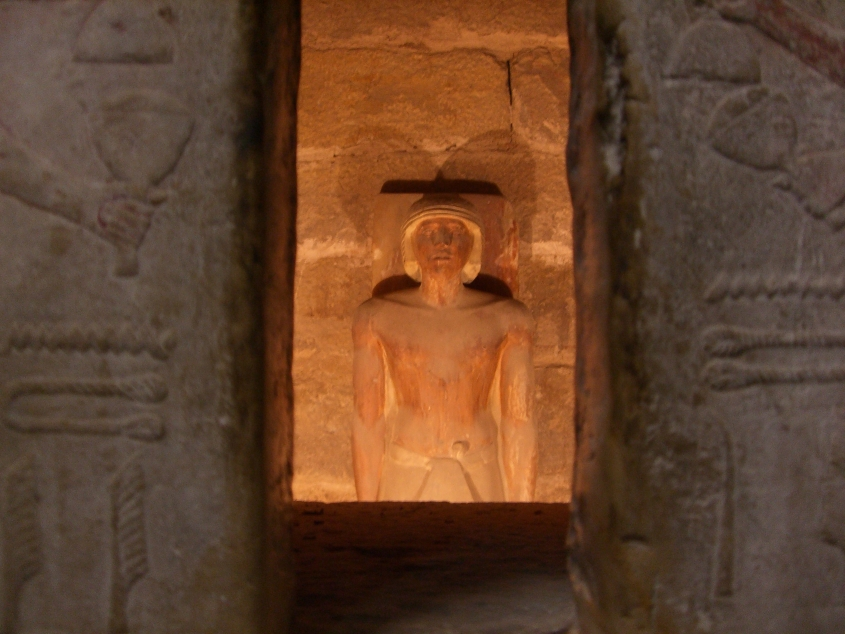
Сердаб из мастабы Ти, V династия

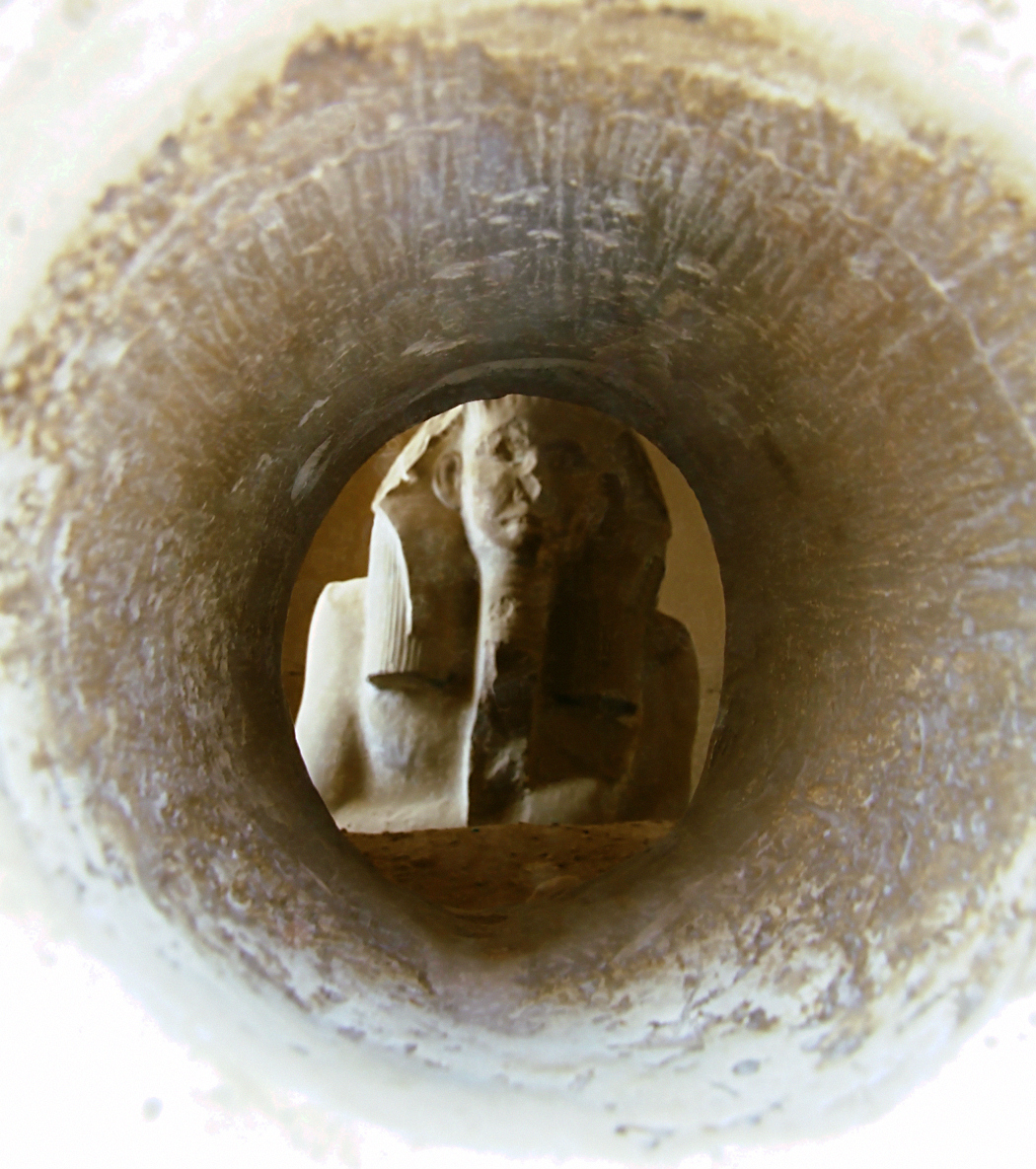
Статуя Джосера в его пирамиде в Саккаре

Сердаб не обнаружен в гробницах фараонов, за исключением похожей в северном храме пирамиды Джосера в Саккаре. Выставленная сегодня в музее Каира его сидящая статуя также была храмовой статуей.
Сердабы строились изначально в мастабах, но также обнаружены в скальных гробницах. Сердабы представлены преимущественно в гробницах некрополя Гизы (более 400 усыпальниц) и Саккаре, но также встречаются в Абусире, Дахшуре, Медуме, Абу Раваше, Дешаше, Меире, Ка аль-Кабире, Абидосе, Дендере, Эль-Кабе, Эдфу и Асуане (Куббет Абу аль-Хава). Сердабы за пределами мемфисского некрополя до VI династии не распространялись.

## Описание
Сердаб — это замкнутое пространство внутри гробницы, расположенной ниже или выше уровня пола. Иногда сердаб не имел соединения ни с одной частью мастабы; он был скрыт в её толще и сложен из крупных камней. Но иногда сердаб связывался с капеллой прямоугольным узким проходом. Только отверстия или щели в кладке связывают сердаб с входом или с залом подношений у южной или западной стены. Едва появившись, сердаб не был внутренней комнатой, но пристройкой к гробнице.
Помимо статуи покойного в сердабе стояли статуя занятого приготовлением пищи слуги, стелы, сосуды, алтарь и/или жертвенник и др. Как правило, сердаб не украшали; обнаружены лишь 8 исключений, относящихся к VI династии.

## Назначение
Отверстия или прорези проделывались для того, чтобы Ка (душа умершего), живущая в статуе умершего могла через них наблюдать за тем, как ему совершают подношения и читают заупокойные молитвы. Дым от возжигаемых благовоний поступал через отверстия в сердаб. Таким образом, сердаб защищал и носил культовую функцию для статуи Ка.